# دکمه توربو

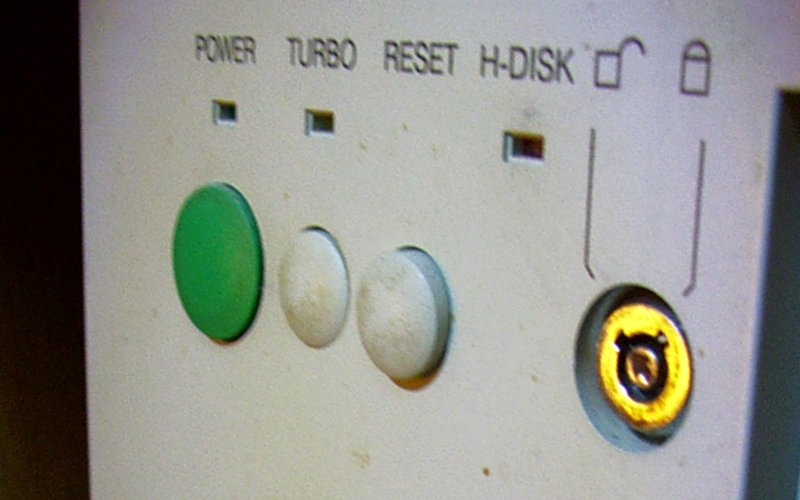
دکمه‌های کیس شامل دکمهٔ توربو

در رایانه‌های شخصی دکمه توربو (انگلیسی: Turbo button) دکمه‌ای‌ست که دو حالت اجرایی برای رایانه فراهم می‌کند: سرعت عادی و سرعت کاهش یافتهٔ «توربو». این دکمه نسبتاً بین رایانه‌های شخصی که اینتل ۸۰۲۸۶، اینتل ۸۰۳۸۶ و اینتل ۸۰۴۸۶، از اواسط دههٔ ۱۹۸۰ تا اواسط ۱۹۹۰ رایج بود.